# Atletica leggera ai Giochi della IX Olimpiade - Lancio del disco femminile

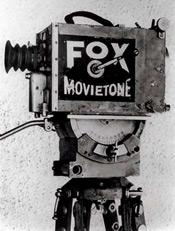
Video della Finale (durata: 0'49")

La competizione del lancio del disco femminile di atletica leggera ai Giochi della IX Olimpiade si tenne il giorno 31 luglio  1928 allo Stadio Olimpico di Amsterdam.

## L'eccellenza mondiale
| Vincitrice dei II Giochi mondiali | 37,71 m | Halina Konopacka | Presente |
| Record mondiale: 1927             | 39,18 m | Halina Konopacka | Presente |

La polacca Halina Konopacka ha stabilito, tra il 1925 e il 1927, cinque record mondiali.
Ad Amsterdam è la favorita per il titolo.

## Risultati

### Turno eliminatorio
Tutte le iscritte hanno diritto a tre lanci. Le prime sei disputano la finale (tre ulteriori lanci).

Le sei finaliste si portano dietro i risultati della qualificazione.
Halina Konopacka mette paura alle avversarie con 39,17, a soli 5 cm dal suo record.
| Pos. | Atleta             | Nazione     | Misura | Piazz. |
| ---- | ------------------ | ----------- | ------ | ------ |
| 1    | Halina Konopacka   | Polonia     | 39,17  | 1      |
| 2    | Lillian Copeland   | Stati Uniti | 36,33  | 2      |
| 3    | Grete Heublein     | Germania    | 35,56  | 3      |
| 4    | Ruth Swedberg      | Svezia      | 34,68  | 5      |
| 5    | Maybelle Reichardt | Stati Uniti | 33,52  | 7      |
| 6    | Lucienne Velu      | Francia     | 31,29  | 10     |
| 7    | Lena Michaëlis     | Paesi Bassi | 31,04  | 11     |
| 8    | Paula Mollenhauer  | Germania    | 30,94  | 12     |
| 9    | Piera Borsani      | Italia      | 30,67  | 13     |
| 10   | Elfrīda Karlsone   | Lettonia    | 30,60  | 14     |
| 11   | Lucie Petit-Diagre | Belgio      | 25,28  | 20     |
| 12   | Jenny Toitgans     | Belgio      | 24,40  | 21     |

| Pos. | Atleta             | Nazione     | Misura | Piazz. |
| ---- | ------------------ | ----------- | ------ | ------ |
| 1    | Milly Reuter       | Germania    | 34,75  | 4      |
| 2    | Liesl Perkaus      | Austria     | 33,54  | 6      |
| 3    | Genowefa Kobielska | Polonia     | 32,72  | 8      |
| 4    | Charlotte Mäder    | Germania    | 32,22  | 9      |
| 5    | Rena MacDonald     | Stati Uniti | 30,25  | 15     |
| 6    | Erzsébet Ruda      | Ungheria    | 29,65  | 16     |
| 7    | Bets Dekens        | Paesi Bassi | 29,36  | 17     |
| 8    | Berta Jikeli       | Romania     | 28,19  | 18     |
| 9    | Margaret Jenkins   | Stati Uniti | 27,07  | 19     |

### Finale
La polacca non ha rivali e si migliora ulteriormente stabilendo il nuovo record del mondo.
| Pos.    | Atleta           | Età | Nazione     | Misura |
| ------- | ---------------- | --- | ----------- | ------ |
| Oro     | Halina Konopacka | 28  | Polonia     | 39,62  |
| Argento | Lillian Copeland | 24  | Stati Uniti | 37,08  |
| Bronzo  | Ruth Swedberg    | 25  | Svezia      | 35,92  |
| 4       | Milly Reuter     | 24  | Germania    | 35,86  |
| 5       | Grete Heublein   | 20  | Germania    | 35,56  |
| 6       | Liesl Perkaus    | 23  | Austria     | 33,54  |